# Shorttrack op de Olympische Winterspelen 2014 - Relay mannen
De 5000 meter relay voor mannen tijdens de Olympische Winterspelen 2014 vond plaats op 13 en 21 februari 2014 in het IJsberg Schaatspaleis in Sotsji. Regerend olympisch kampioen was Canada, maar het Canadese team werd opgevolgd door team Rusland.

## Tijdschema
| Datum       | Lokale tijd | MET   | Ronde         |
| ----------- | ----------- | ----- | ------------- |
| 13 februari | 15:31       | 12:31 | Halve finales |
| 21 februari | 22:18       | 19:18 | Finale        |

## Uitslag

### Halve finales
QA — Gekwalificeerd voor finale A
QB — Gekwalificeerd voor finale B
ADV — Toegevoegd aan finale A
PEN — Penalty
| # | Halve finale | Land             | Atleten                                                               | Tijd     | Opmerking |
| - | ------------ | ---------------- | --------------------------------------------------------------------- | -------- | --------- |
| 1 | 1            | Nederland        | Daan Breeuwsma Niels Kerstholt Sjinkie Knegt Freek van der Wart       | 6:45.385 | QA        |
| 2 | 1            | Kazachstan       | Abzal Azhgaliyev Aydar Bekzhanov Denis Nikisja Nurbergen Zhumagaziyev | 6:47.152 | QA        |
| 3 | 1            | Zuid-Korea       | Lee Han-bin Lee Ho-suk Park Se-yeong Sin Da-woon                      | 6:48.206 | QB        |
| 4 | 1            | Verenigde Staten | Eddy Alvarez J. R. Celski Christopher Creveling Jordan Malone         | 6:50.292 | ADV       |
| 1 | 2            | Rusland          | Viktor An Semjon Jelistratov Vladimir Grigorev Roeslan Zacharov       | 6:44.331 | QA        |
| 2 | 2            | China            | Chen Dequan Han Tianyu Shi Jingnan Wu Dajing                          | 6:44.521 | QA        |
| 3 | 2            | Italië           | Yuri Confortola Tommaso Dotti Anthony Lobello Nicola Rodigari         | 6:45.253 | QB        |
| 4 | 2            | Canada           | Michael Gilday Charles Hamelin François Hamelin Olivier Jean          | 6:48.186 | QB        |

### Finales

#### Finale A
| Rank   | Finale | Country          | Atleten                                                               | Tijd        |
| ------ | ------ | ---------------- | --------------------------------------------------------------------- | ----------- |
| Goud   | FA     | Rusland          | Viktor An Semjon Jelistratov Vladimir Grigorev Roeslan Zacharov       | 6:42.100 OR |
| Zilver | FA     | Verenigde Staten | Eddy Alvarez J. R. Celski Christopher Creveling Jordan Malone         | 6:42.371    |
| Brons  | FA     | China            | Chen Dequan Han Tianyu Shi Jingnan Wu Dajing                          | 6:48.341    |
| 4      | FA     | Nederland        | Daan Breeuwsma Niels Kerstholt Sjinkie Knegt Freek van der Wart       | 6:49.149    |
| 5      | FA     | Kazachstan       | Abzal Azhgaliyev Aydar Bekzhanov Denis Nikisja Nurbergen Zhumagaziyev | 6:54.630    |

#### Finale B
| Rank | Finale | Country    | Atleten                                                       | Tijd     |
| ---- | ------ | ---------- | ------------------------------------------------------------- | -------- |
| 6    | FB     | Canada     | Michael Gilday Charles Hamelin François Hamelin Olivier Jean  | 6:43.747 |
| 7    | FB     | Zuid-Korea | Lee Han-bin Lee Ho-suk Park Se-yeong Sin Da-woon              | 6:43.921 |
| 8    | FB     | Italië     | Yuri Confortola Tommaso Dotti Anthony Lobello Nicola Rodigari | 6:44.904 |

1. ↑  http://www.mediacourant.nl/2014/02/minst-bekeken-finale-the-voice-kids-tot-nu-toe/